# 過マンガン酸
過マンガン酸（かマンガンさん、Permanganate acid）は、化学式HMnO4で表される物質。マンガンの酸化数は+7、また名称に、過とあるが、分子内に-O-O-結合は存在せず過酸ではない。遊離酸は、単離されていない。高濃度だと分解しやすい。

## 性質
過マンガン酸の遊離酸と塩は、強い酸化剤であり、有機物とともに加熱すると、爆発する可能性がある。過マンガン酸は、比較的強酸の性質を示す。
{\displaystyle {\ce {{HMnO4}+H2O->{H^{+}}+MnO4^{-}}}} pKa{\displaystyle {\rm {=-2.4}}}

## 生成
七酸化二マンガンの、水溶液を数ヶ月放置すると過マンガン酸に加水分解する。
{\displaystyle {\ce {{Mn2O7}+ H2O -> 2HMnO4}}}
または、硫酸マンガン(II)と酸化鉛(IV)と希硫酸を混合させれば得られる。また、過マンガン酸塩の粉末と濃硫酸を混合させて生成するというものもあるが、この反応は脱水を起こしてしまうのであまり用いられない。